# Госфорд парк
„Госфорд парк“ (на английски: Gosford Park) е британско-американски трагикомичен филм от 2001 г. на режисьора Робърт Олтмън. Премиерата е на 7 ноември 2001 г. на кинофестивала в Лондон, а по кината във Великобритания филмът излиза на 1 февруари 2002 г.

## Сюжет
Сюжетът се развива в английското имение Госфорд парк по време на ловен уикенд и проследява случващото се на компания богати англичани и американски продуцент и тяхната прислуга. След вечерята домакинът е убит и филмът разказва за разследването на убийството от гледна точка на различни участници.

## В ролите
| Актьор             | Роля              |
| ------------------ | ----------------- |
| Алън Бейтс         | Дженингс          |
| Стивън Фрай        | инспектор Томпсън |
| Дерек Джейкъби     | Пробърт           |
| Хелън Мирън        | г-жа Уилсън       |
| Джеръми Нортъм     | Айвър Новело      |
| Клайв Оуен         | Робърт Паркс      |
| Маги Смит          | Констанс          |
| Кристин Скот Томас | Силвия Маккордъл  |
| Емили Уотсън       | Елси              |
| Ейлийн Аткинс      | г-жа Крофт        |
| Боб Балабан        | Морис Уайсман     |
| Чарлс Данс         | Реймънд           |
| Ричард Грант       | Джордж            |
| Майкъл Гамбън      | Уилям Маккордъл   |
| Том Холандър       | Антъни Мередит    |
| Кели Макдоналд     | Мери Макихран     |
| Райън Филип        | Хенри Дентън      |
| Джералдин Съмървил | Луиза             |
| Софи Томпсън       | Дороти            |
| Джеймс Уилби       | Фреди Несбит      |

## Награди и номинации
| Категория                                          | Номиниран(и)                         | Резултат                |
| Оскар (24 март 2002 г.)                            | Оскар (24 март 2002 г.)              | Оскар (24 март 2002 г.) |
| -------------------------------------------------- | ------------------------------------ | ----------------------- |
| Най-добър оригинален сценарий                      | Джулиан Фелоус                       | награда                 |
| Най-добър филм                                     | Най-добър филм                       | номинация               |
| Най-добри декори                                   | Най-добри декори                     | номинация               |
| Най-добър режисьор                                 | Робърт Олтмън                        | номинация               |
| Най-добри костюми                                  | Джени Беван                          | номинация               |
| Най-добра поддържаща женска роля                   | Хелън Мирън                          | номинация               |
| Най-добра поддържаща женска роля                   | Маги Смит                            | номинация               |
| Награда на БАФТА (24 февруари 2002 г.)             |                                      |                         |
| Най-добър британски филм                           | Най-добър британски филм             | награда                 |
| Най-добри костюми                                  | Джени Беван                          | награда                 |
| Най-добри декори                                   | Най-добри декори                     | номинация               |
| Най-добър грим и прически                          | Най-добър грим и прически            | номинация               |
| Най-добра режисура                                 | Робърт Олтмън                        | номинация               |
| Най-добър оригинален сценарий                      | Джулиан Фелоус                       | номинация               |
| Дебют                                              | Джулиан Фелоус                       | номинация               |
| Най-добра актриса в поддържаща роля                | Хелън Мирън                          | номинация               |
| Най-добра актриса в поддържаща роля                | Маги Смит                            | номинация               |
| Златен глобус (20 януари 2002 г.)                  |                                      |                         |
| Най-добър режисьор                                 | Робърт Олтмън                        | награда                 |
| Най-добър филм – мюзикъл или комедия               | Най-добър филм – мюзикъл или комедия | номинация               |
| Най-добър сценарий                                 | Джулиан Фелоус                       | номинация               |
| Най-добра актриса в поддържаща роля                | Хелън Мирън                          | номинация               |
| Най-добра актриса в поддържаща роля                | Маги Смит                            | номинация               |
| Европейски филмови награди (7 декември 2002 г.)    |                                      |                         |
| Най-добра актриса                                  | Хелън Мирън                          | номинация               |
| Най-добра актриса                                  | Маги Смит                            | номинация               |
| Най-добра актриса                                  | Емили Уотсън                         | номинация               |
| Сателит (19 януари 2002 г.)                        |                                      |                         |
| Най-добър актьорски състав                         | Най-добър актьорски състав           | награда                 |
| Най-добра поддържаща актриса в мюзикъл или комедия | Маги Смит                            | награда                 |
| Най-добър филм – мюзикъл или комедия               | Най-добър филм – мюзикъл или комедия | номинация               |
| Най-добри декори                                   | Най-добри декори                     | номинация               |
| Най-добра поддържаща актриса в мюзикъл или комедия | Хелън Мирън                          | номинация               |
| Най-добра поддържаща актриса в мюзикъл или комедия | Емили Уотсън                         | номинация               |
| Емпайър (5 февруари 2003 г.)                       |                                      |                         |
| Най-добра британска актриса                        | Кели Макдоналд                       | номинация               |
| Най-добра британска актриса                        | Хелън Мирън                          | номинация               |